# Погроминська сільська рада
Погро́минська сільська рада (рос. Погроминский сельский совет) — сільське поселення у складі Тоцького району Оренбурзької області Росії.
Адміністративний центр — село Погромне.

## Історія
2004 року ліквідована Жиділовська сільська рада (село Жиділовка), її територія приєднана до складу Погроминської сільради.

## Населення
Населення — 1042 особи (2019; 1239 в 2010, 1499 у 2002).

## Склад
До складу сільської ради входять:
| Населений пункт  | Населення, осіб (2002) | Населення, осіб (2010) |
| ---------------- | ---------------------- | ---------------------- |
| Воробйовка, село | 0                      | 0                      |
| Жиділовка, село  | 317                    | 276                    |
| Погромне, село   | 876                    | 702                    |
| Погромне, селище | 306                    | 261                    |